# Triviella ovulata
Triviella ovulata is een slakkensoort uit de familie van de Triviidae. De wetenschappelijke naam van de soort is voor het eerst geldig gepubliceerd in 1810 door Lamarck.